# Жандар и ванземаљци
Жандар и ванземаљци (фр. Le Gendarme et Les Extra-Terrestres) наставак је француске филмскe комедије Жандар у пензији, редитеља Жана Жироа са Лујом де Финесом у главној улози. То је пети из серијала од шест филмова у којем Де Финес глуми жандара Лудовика Кришеа.

## Радња
Инспектору Кришоу, док се возио са једним од својих жандара, зауставио се аутомобил на путу. Док га је поправљао, жандар ког је отерао, видео је летећи тањир. То покушава да подели са Кришом и остатком станице, али они му не верују. Убрзо, иста ситуација са аутомобилом се догађа и Кришоу и шефу жандара. Овог пута, Кришо види летећи тањир, али шеф му не верује.
Касније, пред жандаром се појављује младић који тврди да су га послали ванземаљци како би испитао човечанство. Он показује своју способност померања облика, трансформишући се у истог жандара са којим разговара. Жандар одмах отрчи код Кришоа и исприча му шта се десило, али он му не верује. Убрзо, у његову собу долази шеф жандара који је у ствари ванземаљац трансформисан у њега. Када му Кришо не поверује, узнемирени ванземаљац користи ласерски поглед. Сат почиње да звони, ванземаљац пије уље из флаше и почиње да кашље. Када га Кришо удари по леђима, како би му помогао, чује звук метала. Касније, када дође прави шеф, Крушо га убоде шрафцигером мислећи да је то ванземаљац. Сутрадан долази надзорник да провери станицу. Током контроле, Кришо примећује исти сат који је имао ванземаљац синоћ и покушава да га нападне. Жандари га задржавају док ванземаљац бежи, а прави надзорник стиже. Кришо и њега убоде мислећи да је ванземаљац. Ухапшен је, али бежи из станице. Сакрива се у цркви.
Док га жандари траже, он успева да побегне. Покушава да пронађе ванземаљце, што је веома тешко, с обзиром да их може препознати само по звуку метала који настаје приликом ударца. Наилази на ванземаљца који се ноћу, у шуми, прерушава у жандара, али на крају успева да побегне. На плажи, током дана, наилази на другог ванземаљца, али и он бежи. Овај ванземаљац прети Кришоу и наређује осталима да га убију. Касније, ноћу, Кришо одлази кући како би се нашао са својом супругом која га чека. Она га убеди да крену у ноћну вожњу и одводи га у шуму. Тамо наилазе на летећи тањир. Она га тера да уђе у њега. Кришо схвата да је жена поред њега, заправо, ванземаљац. На крају, ипак, успева да побегне. Неки жандари, који су га тражили, случајно су све ово видели и сада му верују. Одлучују да му помогну да пронађе ванземаљце. Сутрадан, у ресторану, наилазе на странце који пију машинско уље. Жандари покушавају да ухапсе ванземаљце, али током туче један од ванземаљаца се покваси водом из акваријума. Док бежи, уништава ресторан, тако да сада делује као да никада није ни постојао. Шеф жандара, који редовно вечера у том ресторану, стиже баш када он нестаје. Док испитује конобара шта се десило, поред плаже види човека који чудно хода, као да је повређен. Док прати ванземаљца, види како се он распада и руши, откривајући да су ванземаљци заправо роботи направљени од метала. Шеф односи остатке робота Кришоу и жандарима који закључују да вода узрокује труљење метала. Одлучују да ватрогасним возилом полију водом све грађане Сен Тропеа, како би открили ко је од њих ванземаљац. Када надзорник сазна шта су урадили, веома је љут. Они му показују остатке ванземаљца, како би га убедили да постоји претња.
Жандари праве лажни летећи тањир, како би навели ванземаљце да изађу из свог. Скривајући се у жбуњу чекају их да дођу. Када стварни ванземаљци стигну да истраже други летећи тањир, прерушавају се у жандаре. Прави жандари излазе из жбуња и прскају их водом. Иако су поквашени, ванземаљци својим ласерским погледом уништавају оружје жандара. Узајамно почињу да се туку. Делује као да су се ванземаљци уплашили и побегли у своје тањире и одлетели. Сутрадан, жандаре представљају као хероје, када се изненада чује метални звук и они почињу, један по један, да падају. Откривено је да су то заправо ванземаљски жандари. Тренутак касније, летећи тањир долази ниоткуда и лети над групом људи, у којем су прави жандари који су се случајно укрцали у прави тањир. Тањир пада у море, жандари излазе и Сен Тропе их као хероје поздравља.<

## Улоге
| Глумац        | Улога                             |
| ------------- | --------------------------------- |
| Луј де Финес  | полицијски наредник Лудовик Кришо |
| Мишел Галабри | заменик Жером Жербер              |
| Мишел Модо    | жандар Жил Берлико                |
| Ги Гросо      | жандар Трикард                    |
| Ламбер Вилсон | ванземаљац                        |